# Сербинівці (станція)
Серби́нівці — проміжна залізнична станція 5-го класу Південно-Західної залізниці на дільниці Жмеринка — Гречани між зупинними пунктами Дубки (3 км) та Стодульці (6 км). Розташована на межі сіл Сербинівців та Слободи-Межирівської Жмеринського району Вінницької області.

## Історія
Будівництво залізничної лінії Жмеринка — Підволочиськ йшло інтенсивними темпами, який набув найважливій стратегічний напрямок. Станція розташована на 10 версті Волочиської гілки. Її будівництво було завершено 1871 року, тоді ж новою ділянкою через станцію розпочався рух перших поїздів. Назва станції походить від сусіднього селища, яке було засноване вихідцями з Сербії. Неподалік у великій кількості добували вапно, яке залізницею доставлялось на численні цукрові заводи. Станцію Сербинівці збудовано з військовою рампою, водозабірним озером, трьома під'їзними навантажувально-розвантажувальними майданчиками, системою сигналізації та зв'язку для виконання маневрових робіт.
У 1871 році побудована типова будівля вокзалу 3-го класу Києво-Балтської залізниці. Це прямокутна будівля з різновисокими обсягами: частина будівлі була одноповерховою, інша частина — двоповерховою.
27 листопада 1873 року на станції Сербинівці, під час повернення з Відню до Росії, був заарештований діяч народницького руху в Росії Василь Донецький. Під час радянсько-української війни влада постійно змінювалася, і при кожній зміні руйнувалося залізничне полотно, щоб ніхто більше не зміг скористатися залізницею у військових цілях. І кожна сторона, яка приходила на ці землі, активно відновлювала залізницю. За спогадами дорожнього майстра Швидкого Леонтія Григоровича, у 1918—1922 роках, коли часто змінювались кольори військових, відступаючі підривали та розбирали у спішному порядку рейки, шпали, стрілочні переводи, щоб інша влада не скористалася залізницею для себе. Наступаючі ж під дулами гвинтівок вимагали налагодити залізничне сполучення. Залізничники пропускали ешелони, коли рейки пришивали до 3-4-х шпал.
Самі залізничники поділяють себе на шляховиків і руховиків. Шляховики підтримують залізничну колію в технічно-робочому стані, вчасно замінюють шпали, підбивають під них баласт, стежать, щоб не було розширення чи звуження колії, щоб безвідмовно працювали стрілкові переводи, інше. Вправні робітники працювали на цьому околодку: Павло Кирисюк, Василь Скальський, Петро Любчак тощо.
Дорожній майстер Леонтій Григорович Швидкий, проїжджаючи у звичайному пасажирському вагоні, міг точно визначити дефекти залізничної колії. В той час дефектоскопа ще не було. З часом його перевели в Жмеринку старшим дорожнім майстром дистанції, а згодом забрали на будівництво залізниці Москва — Донбас. Згадуючи, він казав: «Коли прибув, застав 8 дорожніх майстрів, потім перевів їх у бригадири і залишився сам». Після завершення цього будівництва був посланий на нову будову колії Рава-Руська — Пархач. Тут його з сім'єю застала війна.
Під час Другої світової війни станція була тимчасово окупована німецькими військами, у 1942 році партизани пустили під укіс німецький ешелон, після цього на станції Сербинівці була організована охорона, але подібних диверсій вже більше не було. Після звільнення, станція була в рекордні терміни відновлена — вона обслуговувала численні потяги і виконувала вантажну роботу, адже Жмеринський залізничний вузол вимагав більше часу на відновлення і був перевантажений. Так само тут заправляли паровози водою, оскільки поруч були великі запаси води.

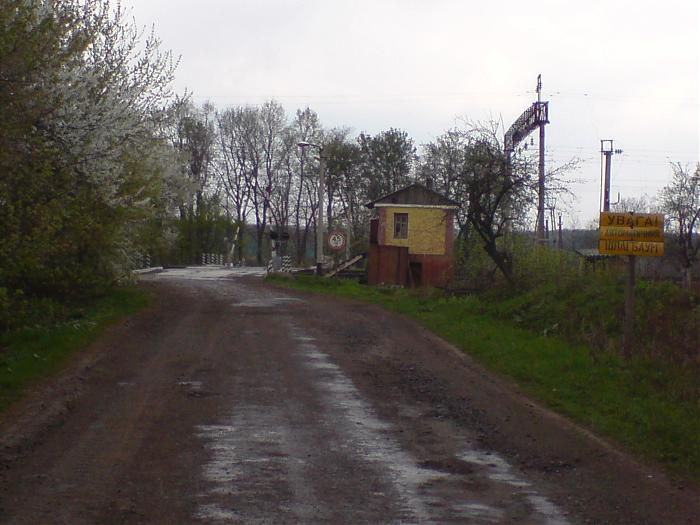
Станція Сербинівці

У 1950—1960-х роках на станції інтенсивно працював буряко-приймальний пункт. З навколишніх сіл сюди вивозили цукросировину, тут її кагатували і відправляли залізницею на цукрові заводи. В західній частині рампи заготовляв свою продукцію засольний пункт. Помідори, огірки, капусту у бочкові тари вагонами відвозили міським споживачам. Завантажене було й багажне відділення станції. Чисельність залізничників у селі була чимала — хтось працював на станції Сербинівці, а хто у Жмеринці.
Професія залізничника у селі завжди була авторитетною. Колишній начальник Сербинівської станції Зелінський Е. Ф. тривалий час працював провідним спеціалістом у Жмеринському відділенні залізниці, а випускник Жмеринського профтехучилища Броніслав Олексійович Тихолаз очолював Жмеринське ПТО. Робітник колії В. Щерба тривалий час  очолював Жмеринський відділ робітничого забезпечення. Сумлінно виконували службові обов'язки також начальник станції О. М. Терех, чергові по станції Микола Слободянюк, ваговик багажного відділення Бадюк А. І.
Вокзал зберігся у первинному вигляді — одноповерхова частина була зруйнована, нині будівля має практично квадратну в плані і має лише двоповерхову частину. У 2014 році вокзал зазнав  реконструкції: замінена покрівля, фасад отримав оливковий відтінок.

## Пасажирське сполучення
На станції Сербинівці зупиняються приміські електропоїзди сполученням Жмеринка — Гречани.